# Кубок Украины по футболу 2024/2025
Кубок Украины по футболу 2024/2025 — 33-й розыгрыш кубка Украины, турнира с участием украинских футбольных клубов, который проводился Украинской ассоциацией футбола. Турнир начнется 3 августа 2024 года и завершится 14 мая 2025 года.

## Участники
| Клубы Премьер-лиги | Клубы Первой лиги | Клубы Второй лиги | Любительские команды                                             |
| --- | --- | --- | ---------------------------------------------------------------- |
| - ФК «Александрия» - «Верес» (Ровно) - «Ворскла» (Полтава) - «Динамо» (Киев) - «Заря» (Луганск) - «Ингулец» (Петрово) - «Карпаты» (Львов) - «Колос» (Ковалёвка) - «Кривбасс» (Кривой Рог) - «Левый берег» (Киев) - ЛНЗ (Черкассы) - «Оболонь» (Киев) - «Полесье» (Житомир) - «Рух» (Львов) - «Черноморец» (Одесса) - «Шахтер» (Донецк) | - «Агробизнес» (Волочиск) - «Буковина» (Черновцы) - «Виктория» (Сумы) - «Диназ» (Вышгород) - «Кремень» (Кременчуг) - ФК «Кудровка» - «Металлист» (Харьков) - «Металлист 1925» (Харьков) - «Металлург» (Запорожье) - ФК «Минай» - «Нива» (Тернополь) - «Подолье» (Хмельницкий) - ФК «Полтава» - «Прикарпатье» (Ивано-Франковск) - ФК «Хуст» - «Эпицентр» (Каменец-Подольский) - ЮКСА (Тарасовка) | - «Горняк-Спорт» (Горишние Плавни) - «Куликов-Белка» - «Локомотив» (Киев) - «Нива» (Винница) - СК «Ольховцы» - «Пробий» (Городенка) - «Реал Фарма» (Одесса) - «Ревера 1908» (Ивано-Франковск) - «Скала 1911» (Стрый) - ФК «Тростянец» - ФК «Ужгород» - «Чайка» (Петропавловская Борщаговка) - ФК «Чернигов» | - «Николаев» (Николаев, Львовская область) - «Олимпия» (Савинцы) |

## Первый предварительный раунд
Жеребьевка состоялась 26 июля 2024 года. Матчи проводились 3 — 4 августа 2024 года. На этом этапе участвуют 2 любительские команды, 13 команд Второй лиги и 17 команд Первой лиги
| 2024-08-03 | «Реал Фарма» (Одесса) | 0:3     | «ЮКСА» (Тарасовка)                  | Одесса                              |
| 12:00      |                       | (отчёт) | Кастро 28′ · Ховайко 33′ · Вава 67′ | Стадион: «Иван» Судья: Артёменко А. |

| 2024-08-03 | «Диназ» (Вышгород) | 1:2     | ФК «Кудровка»                  | Буча                                   |
| 13:00      | Сейтхалилов 40′    | (отчёт) | Сторчоус 10′ · Рогозинский 89′ | Стадион: «Юбилейный» Судья: Галицын Р. |

| 2024-08-03 | «Виктория» (Сумы) | 1:0 | «Металлург» (Запорожье) |  |

| 2024-08-03 | «Локомотив» (Киев) | 1:4 | «Металлист 1925» (Харьков) |  |

| 2024-08-03 | ФК «Тростянец» | 0:1 | ФК «Полтава» |  |

| 2024-08-03 | «Горняк-Спорт» (Горишние Плавни) | 3:1 | ФСК «Мариуполь» |  |

| 2024-08-03 | Чернигов | 1:0 | Чайка |  |

| 2024-08-03 | СК «Ольховцы» | 0:0 | Металлист |  |

| 2024-08-03 | Скала 1911 | 2:0 | Эпицентр |  |

| 2024-08-03 | Ужгород | 0:4 | Прикарпатье |  |

| 2024-08-03 | Нива Т | 1:1 | Буковина |  |

| 2024-08-03 | Николаев | 1:0 | Агробизнес |  |

| 2024-08-03 | «Ревера 1908» | 2:2 | «Подолье» |  |

| 2024-08-03 | «Куликов-Белка» | 0:0 | Нива В |  |

| 2024-08-04 | «Олимпия» (Савинцы) | 2:0 | Кремень |  |

| 2024-08-04 | «Пробий» (Городенка) | 4:0 | Хуст |  |

## Второй предварительный раунд
Жеребьевка состоялась 5 августа 2024 года. Матчи проводились 12-13 августа 2024 года. На этом этапе участвуют 18 команд — 16 победителей первого предварительного этапа и два финалиста турнира за право сыграть в УПЛ.
| 2024-08-12 | ФК «Николаев»                              | 3:1     | «Металлист» (Харьков) | Николаев                                           |
| 16:00      | Славецкий 57′ · Дмуховский 71′ · Цюпка 88′ | (отчёт) | Горенко 29′           | Стадион: «Центральный стадион» Судья: Запрутняк В. |

| 2024-08-12 | «Пробий» (Городенка)      | 2:2 (4:3 п.) | «Куликов-Белка» (Куликов)        | Городенка                                 |
|            | Орынчак 39′ · Дмитрук 43′ | (отчёт)      | Нечипоренко 45+3′ · Пилипчук 67′ | Стадион: «Пробий-Арена» Судья: Козорог К. |

| 2024-08-12 | «Металлист 1925» (Харьков)             | 5:3 (д.в.) | ФК «Полтава»                                                      | Киев                                                 |
|            | Овусу 31′ · Ари 68′, 104′ · Стень 117′ | (отчёт)    | Мисюра 44′ (авт.) · Стрельцов 66′ · Плахтырь 71′ · Червинский 83′ | Стадион: «УТК имени Банникова» Судья: Городинский А. |

| 2024-08-12 | ФК «Чернигов» | 0:1     | «Виктория» (Сумы) | Чернигов                              |
|            |               | (отчёт) | Евпак 33′         | Стадион: «Юность» Судья: Подригула С. |

| 2024-08-12 | «Прикарпатье» (Ивано-Франковск) | 0:1     | «Буковина» (Черновцы) | Ивано-Франковск                                 |
| 14:00      |                                 | (отчёт) | Гирный 53′            | Стадион: «Рух» Зрителей: 437 Судья: Богатырь М. |

| 2024-08-12 | «Подолье» (Хмельницкий) | 0:1     | «ЮКСА» (Тарасовка) | Хмельницкий                        |
| 15:00      |                         | (отчёт) | Дебелко 31′        | Стадион: «Подолье» Судья: Липко М. |

| 2024-08-12 | «Скала 1911» (Стрый) | 1:3     | ФК «Минай»                       | Моршин                           |
| 16:00      | Лукьянченко 41′      | (отчёт) | Прокопчук 12′ · Гуничев 48′, 73′ | Стадион: «Ме́дик» Судья: Салаш И. |

| 2024-08-13 | ФК «Кудровка»                              | 3:2     | «Левый берег» (Киев)        | Сумы                                 |
| 12:00      | Потимков 37′ · Коркишко 77′ · Старчоус 85′ | (отчёт) | Потимков 37′ · Коркишко 77′ | Стадион: «Юбилейный» Судья: Когут О. |

| 2024-08-13 | «Олимпия» (Савинцы)                               | 4:2     | «Горняк-Спорт» (Горишние Плавни) | Горишние Плавни                         |
| 13:00      | Кошман 16′ (пен.) 69′ · Почернин 52′ · Бурляй 72′ | (отчёт) | Чуквуемека 9′ · Посевкин 30′     | Стадион: «Юность» Судья: Васильченко В. |

## Третий предварительный раунд
Жеребьевка состоялась 14 августа 2024 года. Матчи проводились 21 августа 2024 года. На этом этапе участвуют 9 победителей 2-го предварительного этапа и 7 команд УПЛ с самым низким рейтингом по результатам прошлого сезона.
| 2024-08-21 | ФК «Николаев» | 1:2 | Буковина                          | Николаев                                            |
| 17:00      | Коваль 58′    |     | Тищенко 72′ (пен.) · Бойчук 90+5′ | Стадион: «Городской» Зрителей: 860 Судья: Сташук И. |

| 2024-08-22 | ФК «Кудровка» | 0:4 | «ЮКСА» (Тарасовка)                      | Буча                                  |
| 13:00      |               |     | Гулар 29′ · Фого 57′, 64′ · Дебелко 74′ | Стадион: Юбилейный Судья: Фирсов М.О. |

| 2024-08-21 | «Пробий» (Городенка)    | 2:2 (4:3 п.) | «Ингулец» (Петрово)          | Городенка                                 |
| 15:00      | Харук 22′ · Оринчак 78′ |              | Пушкарёв 63′ · Виливальд 86′ | Стадион: «Пробий-Арена» Судья: Лапко С.Р. |

| 2024-08-22 | «Металлист 1925» (Харьков) | 0:4 | «Верес» (Ровно)                                   | Киев                                                           |
| 17:00      |                            |     | Луан 7′ · Степанюк 10′ · Гайдучик 67′ · Шарай 89′ | Стадион: «Арена Левый берег» Зрителей: 320 Судья: Причина С.Р. |

| 2024-08-21 | ФК «Минай» | 0:2 | «Виктория» (Сумы)         | Минай                                                     |
| 16:00      |            |     | Ульянов 51′ · Данилюк 87′ | Стадион: «Минай Арена» Зрителей: 230 Судья: Михайлюк А.В. |

| 2024-08-21 | «Колос» (Ковалёвка) | 0:0 (4:5 п.) | «Оболонь» (Киев) | Ковалёвка                                          |
| 17:00      |                     |              |                  | Стадион: «Колос» Зрителей: 477 Судья: Резиков Д.М. |

| 2024-08-21 | «Олимпия» (Савинцы) | 1:4 | «Заря» (Луганск)                                | Горишние Плавни                     |
| 13:00      | Ковтун 50′          |     | Ндур 27′ · Слесар 28′ · Горбач 56′ · Яцык 90+1′ | Стадион: «Юность» Судья: Зайцев А.С |

| 2024-08-21 | «Карпаты» (Львов)                     | 3:0 | «Черноморец» (Одесса) | Львов                                                 |
| 18:00      | Очеретько 34′ · Кузык 43′ · Чачуа 75′ |     |                       | Стадион: «Украина» Зрителей: 1 930 Судья: Дьердь Н.В. |

## 1/8 финала
Жеребьевка состоялась 28 августа 2024 года. Матчи проводились 29-30 октября 2024 года. На этом этапе участвуют 8 победителей 3-го предварительного этапа и 8 команд УПЛ с самым высоким рейтингом по результатам прошлого сезона.
| 2024-10-29 | «Рух» (Львов)  | 1:0     | «Карпаты» (Львов) | «Арена Львов», Львов |
| 18:00      | Пидгурский 79′ | (отчёт) |                   | Судья: Романов В.    |

| 2024-10-30 | «Пробий» (Городенка) | 0:1     | «Буковина» (Черновцы) | «Пробий-Арена», Городенка |
| 12:00      |                      | (отчёт) | Бойчук 88′            | Судья: Михайлюк А.        |

| 2024-10-30 | «ЮКСА» (Тарасовка) | 1:4     | ФК «Александрия»                               | «УТК имени Банникова», Киев |
| 13:00      | Дебелко 49′        | (отчёт) | Плакса 8′, 39′ · Козак 23′ · Скорко 36′ (пен.) | Судья: Каленов А.           |

| 2024-10-30 | «Ворскла» (Полтава) | 1:2     | «Динамо» (Киев)                 | «Ворскла», Полтава  |
| 15:30      | Иеде 26′            | (отчёт) | Герреро 31′ · Ванат 100′ (пен.) | Судья: Афанасьев А. |

| 2024-10-30 | «Полесье» (Житомир)         | 2:1     | «Кривбас» (Кривой Рог) | Центральный городской стадион «Полесье», Житомир |
| 15:30      | Чоботенко 43′ · Гуцуляк 72′ | (отчёт) | Задерака 17′           | Судья: Омельченко А.                             |

| 2024-10-30 | «Шахтёр» (Донецк) | 1:0     | «Заря» (Луганск) | «Арена Львов», Львов |
| 18:00      | Траоре 64′        | (отчёт) |                  | Судья: Шурман Д.     |

| 2024-10-30 | «Верес» (Ровно)           | 2:1 (д.в.) | «Оболонь» (Киев)    | «Авангард», Ровно  |
| 18:00      | Степанюк 59′ · Кампос 92′ | (отчёт)    | Слободян 55′ (пен.) | Судья: Соловьян А. |

| 2024-10-30 | «Виктория» (Сумы)     | 2:2 (3:1 п.) | «ЛНЗ» (Черкассы)    | Центральный городской стадион «Черкассы Арена», Черкассы |
| 18:00      | Ныч 3′ · Рябый 120+1′ | (отчёт)      | Момо 4′ · Тилль 98′ | Судья: Дердь Н.                                          |

## 1/4 финала
Жеребьевка состоялась 8 ноября 2024 года. Матчи проводились 1-2 апреля 2025 года.
| 2025-04-01 | «Буковина» (Черновцы)                           | 2:1     | «Виктория» (Сумы) | «Буковина», Черновцы |
| 13:00      | Тищенко 4′ · Шинкаренко 4′ (авт.) · Безуглый 4′ | (отчёт) |                   | Судья: Панчишин Д.   |

| 2025-04-02 | ФК «Александрия» | 0:1 (д.в.) | «Шахтёр» (Донецк) | «Ника», Александрия |
| 14:00      |                  | (отчёт)    | Кевин 110′        | Судья: Балакин Н.   |

| 2025-04-02 | «Рух» (Львов) | 0:1     | «Динамо» (Киев) | «Арена Львов», Львов |
| 18:00      |               | (отчёт) | Пихалёнок 43′   | Судья: Романов В.    |

| 2025-04-02 | «Верес» (Ровно) | 0:1 (д.в.) | «Полесье» (Житомир) | «Авангард», Ровно     |
| 18:00      |                 | (отчёт)    | Батиста 93′         | Судья: Деревинский А. |

## 1/2 финала
Жеребьевка состоялась 3 апреля 2025 года. Матчи проводились 23 апреля 2025 года. 
| 2025-04-23 | «Полесье» (Житомир) | 0:1 (д.в.) | «Шахтёр» (Донецк) | Центральный городской стадион «Полесье», Житомир |
| 18:00      |                     | Протокол   | Алисон 114′       | Зрителей: 4 550 Судья: Панчишин Д.И.             |

| 2025-04-23 | «Буковина» (Черновцы) | 1:4      | «Динамо» (Киев)                               | «Украина», Львов                       |
| 16:00      | Бойчук 23′            | Протокол | Волошин 56′, 63′ · Бражко 72′ · Шапаренко 76′ | Зрителей: 3 220 Судья: Козыряцкий М.С. |

## Финал
| 2025-05-14 | «Шахтёр» (Донецк) | 1:1 (6:5 п.) | «Динамо» (Киев) | Центральный городской стадион «Полесье», Житомир |
| 18:30      | Кауан Элиас 64′   | Протокол     | 44′ Ярмоленко   | Зрителей: 4 740 Судья: Николай Балакин (Киев)    |